# دميتري غلوخوفسكي
دميتري أليكسيفج غلوخوفسكي {{روسية|Дми́трий Алексе́евич Глухо́вский، (مواليد 12 يوليو 1979} في موسكو}، هو كاتب روسي مُحترف وصحفي. في عام 2002 أطلق ديمتري موقعا على الإنترنت، نشر من خلاله فصول قصته الخيالية  مترو 2033، وفي عام 2005 تحولت إلى قصة منشورة ورقيا بسبب أدائها الجيد مع جمهور الإنترنت، حتى انتهى الحال بديمتري وقد حصل على بعض الجوائز تقديرا له على هذه القصة، في عام 2009 تُرجمت قصته إلى أكثر من 20 لغة ومنها العربية. وتحولت قصته إلى لعبة إكس بوكس 360 تحمل اسم مترو 2033. عمل ديمتري جلوجوفسكي كصحفي لمحظة يورونيوز في فرنسا، دويتشه فيله، وروسيا اليوم. ما بين عامي 2008-2009، عمل كمذيع في إذاعة ماياك. عاش في إسرائيل وألمانيا وفرنسا ويتحدث الإنجليزية والفرنسية والعبرية، كما يمكنه فهم بعض العبارات الألمانية والإسبانية وكدلك يتحدث لغته الأم الروسية.

## كتب

### مترو 2033
بدأ ديمتري جلوخوفسكي كتابة مترو 2033 وهو طالب في المدرسة، إذ كان يقضي في كل يوم دراسي ساعة من الصباح ومثلها في المساء راكبا عربات مترو أنفاق موسكو، في الذهاب إلى والعودة من مدرسته، أطلق ديمتري العنان لخياله، وأسلم نفسه للهستيريا السائدة في مجتمعه من وقوع أهل موسكو فريسة لهجوم نووي، ولأن مترو الأنفاق كان دائما بمثابة الملاذ الآمن لأهل موسكو، لذا تخيل ديمتري ماذا كان ليحدث بعد وقوع انفجار نووي في موسكو، يضطر معه الناجون المحظوظون للنزول تحت سطح الأرض، من أجل تجنب مخاطر الإشعاع النووي القاتل. على مر سنوات طوال، كان ديمتري يجلس في المترو يتخيل كيف سيتفاعل المجتمع الروسي مع موقف كهذا، وما التطورات التي ستطرأ عليه، وهو وجد أن الروس مثلهم مثل بقية البشر، سينقسمون ما بين الفاشي والنازي والانتهازي والطيب والرأسمالي والشيوعي، وسيقوم كل من لديه ميول متشابهة بالانضمام إلى الجماعة التي تشاركه اهتماماته، وستتحول المحطات إلى تجمعات تشبه الدول. كل هذا من خلال قصة شاب روسي اسمه أرتيوم٬ الذي ولد قبل بداية الحرب النووية.

## من مؤلفاته المترجمة للغة العربية
- رواية: «ميترو 2033»، ترجمة أسعد الحسين وماجد الحسين، (تاريخ النشر:2019) - (دار النشر : دار نينوى للدراسات والنشر).[2]

## وصلات خارجية
- دميتري غلوخوفسكي على موقع IMDb (الإنجليزية)
- دميتري غلوخوفسكي على موقع ميوزك برينز (الإنجليزية)
- دميتري غلوخوفسكي على موقع كينوبويسك (الروسية)